# Annika Jagander

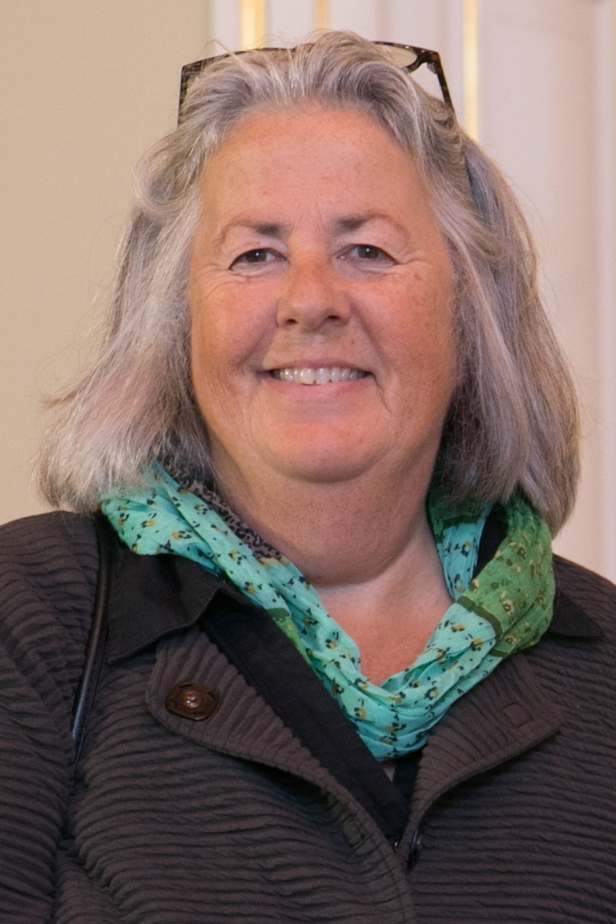
Annika Jagander, 2017.

Annika Jagander, född 1957, är en svensk diplomat och statsvetare. Hon har haft posteringar i bland annat Kuba, USA och Spanien. Mellan 2004 och 2007 var Jagander ambassadör i Gaborone, Botswana, och samtidigt Sveriges ständiga representant till SADC, den regionala samarbetsorganisationen i södra Afrika. Mellan 2007 och 2011 var Jagander inspektör i Utrikesdepartementet, 2011–2016 ambassadör i Prag och 2017–2020 ambassadör i Riga.